# Criodrilidae
Criodrilidae – rodzina pierścienic zaliczanych do skąposzczetów (Oligochaeta) obejmująca trzy gatunki o palearktycznym zasięgu występowania. Zasiedlają muliste dno w słodkich i słonawych wodach Europy, Azji Mniejszej i Syberii. Wyodrębniany czasem do rodziny Biwadrilidae Biwadrilus bathybates jest endemitem Japonii.
Gatunki zaliczane do Criodrilidae są grupowane w dwóch rodzajach:
- Biwadrilus
  - Biwadrilus bathybates
- Criodrilus
  - Criodrilus ghaniae
  - Criodrilus lacuum

Typem nomenklatorycznym rodziny jest Criodrilus, a jego gatunkiem typowym – Criodrilus lacuum.
Jedynym przedstawicielem rodziny zaliczanym do fauny Polski jest Criodrilus lacuum.